# Baltasara de los Reyes

Busto de Baltasara de los Reyes en el Parque Independencia de Santo Domingo

María Baltasara de los Reyes nació el 6 de enero de 1798 (nacida como María Baltasara de los Reyes y Bustamante c. 1798 - 1867) fue una mujer dominicana que tuvo un importante activismo en el movimiento de la
 independencia de la República Dominicana. Es conocida por haber ocultado a un fugitivo Juan Pablo Duarte mientras era perseguido por hombres del ejército haitiano y por haber sido la primera mujer en tomar armas en la guerra de independencia el 27 y 28 de febrero de 1844.

## Origen
Baltasara era de procedencia desconocida pero si de origen dominicano. Según los historiadores dominicanos, fue llamada María Baltasara porque nace el día de los Reyes Magos (Epifanía), 6 de enero, y se cree que fue en fecha de 1798; y le pusieron Baltasara por el rey negro Baltasar.

## Vida personal
Baltasara fue hija de Micaela Bustamante, aunque se desconoce algunos datos conscernientes a este hecho.
Baltasara de los Reyes contrajo nupcias, según los historiadores dominicanos el 2 de mayo de 1812 con Francisco Acosta, un diestro marino de origen lusitano, el cual era conocido como El Portugués. La pareja tuvo dos hijos: Juan Alejandro Acosta, militar y general de marina de la República Dominicana que luchó por la independencia del país; y Lucía Acosta.

## Muerte
María Baltazara falleció en Santa Cruz de Gato, un pequeño pueblo ubicado en Higüey, República Dominicana.

### Proezas
- Según el marino De Windt, fue la única mujer que estuvo presente en la Fuerte del Angulo la noche del trabucazo de independencia.
- Es considerada como la primera marino de la República dominicana
- Siempre fue vista en los muelles de Santo Domingo con un fúsil a la mano.
- Fue quien idealizó el frente de marinos para que el ejército hatiano no pasaran de Azua y Santiago y no llegaran a las costas de la capital.